# روث ويستهايمر
روث ويستهايمر (بالإنجليزية: Ruth Westheimer)‏ (4 يونيو 1928 - ) إذاعية، ومعالجة جنسية، ومقدمة تلفزيونية، ومؤلفة، وأستاذة جامعية، وعالمة اجتماع، وكاتِبة، وممثلة، وممثلة تلفزيونية، وممثلة مسرحية، ومؤدية أصوات من ألمانيا.

## روابط خارجية
- روث ويستهايمر على موقع IMDb (الإنجليزية)
- روث ويستهايمر على موقع روتن توميتوز (الإنجليزية)
- روث ويستهايمر على موقع مونزينجر (الألمانية)
- روث ويستهايمر على موقع إن إن دي بي (الإنجليزية)